# День партизанской славы
День партиза́нской сла́вы (укр. «День партизанської слави») — воинский праздник, который отмечается на Украине ежегодно 22 сентября.
Праздник появился в украинском официальном календаре в 2001 году после того, как 30 октября 2001 года, «в поддержку инициативы ветеранов войны и с целью всенародного чествования подвига партизан и подпольщиков в период Великой Отечественной войны 1941—1945 годов, увековечения их памяти», в столице городе-герое Киеве, второй президент Украины Леонид Данилович Кучма подписал Указ № 1020/2001 «О Дне партизанской славы», который предписывал отмечать его на Украине каждый год 22 сентября.
Во время Великой Отечественной войны в тылу вермахта действовало более шести тысяч партизанских отрядов и подпольных групп общей численностью около миллиона человек. Примерно каждый пятый из них был удостоен государственных наград СССР, а 223 были удостоены звания Герой Советского Союза.
Третий Президент Украины Виктор Андреевич Ющенко в своей поздравительной речи, приуроченной к «Дню партизанской славы», сказал следующие слова:

«Партизанское движение — это массовое проявление высокого патриотизма, жертвенности и самопожертвования сотен тысяч людей разных национальностей и мировоззрений, самоотверженная борьба народа за свою свободу, национальное существование. В неспокойные годы Великой Отечественной войны с врагом боролись не только регулярные части Красной Армии, но и весь свободолюбивый украинский народ… Фронт видимый и невидимый проходил через всю территорию Украины…»

## Празднование
22 сентября 2011 года в городе Путивль Сумской области прошли главные торжества страны, посвященные Дню партизанской славы и 70-летию партизанского движения. В них принимают участие областное руководство и народные депутаты Украины, и делегация из Российской Федерации.
Во время торжественного митинга губернатор Сумщины Юрий Чмырь обратился к ветеранам со словами благодарности: «Я хочу пожелать ветеранам здоровья и поблагодарить за их подвиг. Вы несете неоценимую миссию — воспитание молодежи в лучших традициях преданного служения Родине. Главное, чтобы вы подольше жили, чтобы молодежь как можно дольше могла перенимать вашу мудрость, ваш жизненный опыт, училась у вас любить Родину».
Юрий Чмырь также передал поздравления от Президента Украины Виктора Януковича, который не смог лично приехать на Путивльщину.
В обращении Главы государства к ветеранам сказано: «Благодаря героизму, проявленному вами в трудное время войны, сейчас строит своё будущее независимая и единая Украина. В этот праздничный день сердечно благодарю за все пережитое, выстраданное и осуществленное. Как Президент Украины, как гражданин хочу засвидетельствовать вам свою любовь и глубочайшее уважение. Заверяю, что и впредь буду прилагать все усилия, чтобы улучшить вашу жизнь».
В День партизанской славы награды Президента получили четыре сумских ветерана: Николай Кабанов награждён орденом Богдана Хмельницкого II степени, орденом «За мужество» II степени — Иван Желада, Виктор Калинин, Анна Кривошеева.
«День партизанской славы» не является нерабочим днём.